# Cantones de Indre

## 1973-2015

### Cantones de Indre
El departamento francés de Indre, ubicado en la región de Centro-Valle de Loira, se componía hasta el 22 de marzo de 2015 de 26 cantones, que se repartían por distrito, como sigue:
- Distrito de Châteauroux[1] (11 cantones - prefectura: Châteauroux):
Ardentes - Argenton-sur-Creuse - Buzançais - Châteauroux-Centro - Châteauroux-Este - Châteauroux-Oeste - Châteauroux-Sur - Châtillon-sur-Indre - Écueillé - Levroux y Valençay

- Distrito de Issoudun[2] (4 cantones - subprefectura: Issoudun):
Issoudun-Norte - Issoudun-Sur - Saint-Christophe-en-Bazelle y Vatan

- Distrito de La Châtre[3] (5 cantones - subprefectura: La Châtre):
Aigurande - Éguzon-Chantôme - La Châtre - Neuvy-Saint-Sépulchre y Sainte-Sévère-sur-Indre

- Distrito de Le Blanc[4] (6 cantones - subprefectura: Le Blanc):
Bélâbre - Le Blanc - Mézières-en-Brenne - Saint-Benoît-du-Sault - Saint-Gaultier y Tournon-Saint-Martin

## 2015

### Redistribución cantonal
Como consecuencia de la reforma territorial que se propuso en 2010, la Asamblea Nacional aprobó definitivamente el 17 de abril de 2013 la reforma del modo de votación en las elecciones departamentales, con la finalidad de garantizar la paridad hombres/mujeres, cuyas leyes resultantes (ley orgánica 2013-402 y ley 2013-403) fueron promulgadas el 17 de mayo de 2013.
Una nueva redistribución territorial fue definida por decreto del 18 de febrero de 2014 para el departamento de Indre, que entró en vigor en el momento de la primera renovación general de concejales departamentales después de dicho decreto, en marzo de 2015. 
A partir de ese momento los cantones fueron disueltos como tales y pasaron a ser exclusivamente circunscripciones electorales, con vigencia solo para las elecciones departamentales. 
Los concejales departamentales son elegidos por escrutinio mayoritario binominal mixto, siendo los electores de cada cantón los que eligen para el Concejo Departamental (nueva denominación de los Concejos Generales), a dos miembros de sexo diferente, que se presentan juntos a la candidatura. Los concejales departamentales son elegidos para seis años en escrutinio binominal mayoritario de dos turnos, siendo necesario un 10% de los votos para el acceso al segundo turno. Además, se renuevan la totalidad de los asesores departamentales.
Este nuevo modo de escrutinio necesitaba una redistribución de los cantones, cuyo número fue dividido de dos y redondeado a la unidad impar superior inmediata. En el departamento de Indre el número de cantones pasó así de 26 a 13.
Los criterios de la redistribución cantonal son los siguientes: el territorio de cada cantón debe estar definido sobre bases esencialmente demográficas, debiendo ser el territorio de cada cantón continuo, y las comunas de menos de 3500 habitantes deben estar totalmente comprendidas en un mismo cantón. Para ello, no se tendrán en cuenta ni los límites territoriales de las comunas con una población mayor ni las circunscripciones legislativas que se les apliquen.
Conforme a múltiples decisiones del Consejo Constitucional tomadas desde 1985 (particularmente la decisión n.º 2010-618 DC del 9 de diciembre de 2010), está permitido un ±20% de variabilidad en el ratio consejero/habitante medio del departamento como admisible para el principio de igualdad de los electores respecto a los criterios demográficos. Para el departamento de Indre, la población de referencia de la primera elección con este nuevo sistema fue la población legal vigente el 1 de enero de 2013, sobre los datos poblacionales de 2010.